# Elpénor (Roussel)
Elpénor, ou La Flûte de Circe is een compositie van Albert Roussel uit 1937. De muziek is geschreven voor een radiohoorspel (Poème symphonique) met tekst van de Belgische schrijver Joseph Weterings. Het zou de laatste samenwerking zijn tussen Roussel en Weterings. Roussel overleed na de voltooiing. Roussel voltooide vier deeltjes voor dwarsfluit en strijkkwartet. Weterings schreef teksten op basis van het verhaal van Elpenor, een varensgezel van Odysseus, met dialogen tussen Elpenor, Bardane, Polites, Ctimene (dochter van Antikleia) en Maera. Het totale werk zou circa 30 minuten in beslag nemen en werd in 1947 voor het eerst op de radio uitgevoerd. 

## Ontstaan
Volgens de Belgische musicoloog Harry Halbreich duidt de eenvoudige, heldere, stijl van de vier deeltjes erop dat de muziek uit de laatste twee jaar van zijn leven stamt. De Engelse musicoloog Norman Demuth vroeg aan de scenarist Joseph Weterings naar de ontstaansgeschiedenis van dit stuk. In een brief van 28 mei 1946 antwoordde Weterings dat Roussel hem al eerder om een libretto had gevraagd over de "Hertog van Bourgondië die zo jammerlijk omkwam bij Nancy nadat hij van man tot man had gehandeld met de koning van Frankrijk." Roussel stierf op 23 augustus 1937 aan de gevolgen van een hartinfarct, waardoor hij dit werk niet kon afmaken. Roussel gaf Weterings kort voor zijn dood een aantal korte onuitgegeven muziekfragmenten die hij had geschreven ter illustratie van een verhaal dat nog geschreven moest worden. Roussel zei tegen Weterings: "We gaan dus toch nog een keer samenwerken, je zal een tekst schrijven voor bij deze muziek". Weterings was ontroerd door deze aandacht van Roussel, die korte tijd daarna overleed. Het kostte Weterings minstens een decennium om iets passends bij de muziek te schrijven. Hij werkte eraan gedurende de oorlog. De titel "Elpénor, ou La Flûte de Circe" is volgens Demuth van Roussel zelf. Roussel schrijft echter ergens over de muziek als "een aantal van stukken voor fluit, pauken, en strijkkwartet". In het werk dat door uitgever Durand gepubliceerd is in de late jaren veertig komen echter geen pauken voor. Het werk werd voor het eerst uitgezonden op de radio in 1947.

## Delen
De oorspronkelijke versie met de tekst van Weterings wordt nauwelijks meer uitgevoerd. Als het werk al uitgevoerd wordt, is alleen de muziek van Roussel nog te horen. De versie met alleen de muziek bestaan uit 4 delen en duurt nauwelijks acht minuten. De 4 delen zijn:
- I. Prélude Lent - Très animé
- II. Modéré
- III. Lent
- IV. Très animé